# Карл IV Красивый
Карл IV Красивый (фр. Charles IV le Bel; 18 мая 1294, Крей — 1 февраля 1328, Венсен) — французский король в 1322—1328 годах. Последний представитель старшей ветви династии Капетингов на французском троне. Носил такое же прозвище как и его отец Филипп IV.

## Биография

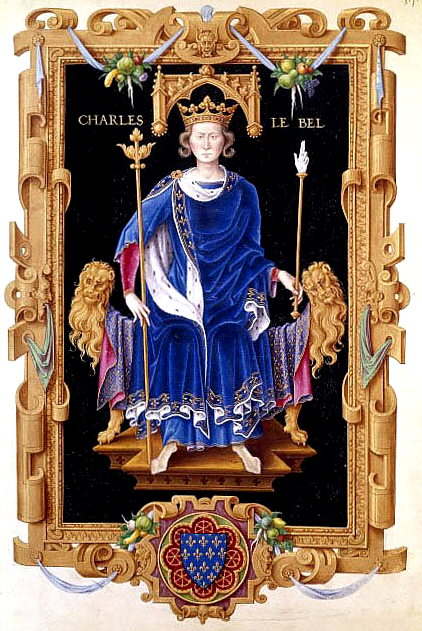
Портрет Карла IV Красивого из книги Жана де Тилле «Короли Франции». Национальная библиотека Франции, Париж.

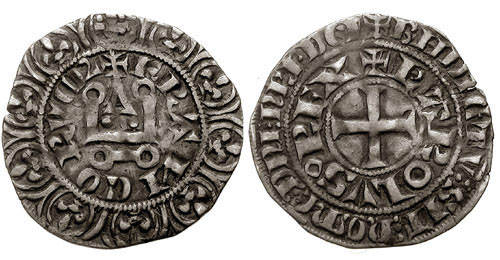
Монета Карла IV Красивого.

Последний из трёх следовавших друг за другом на престоле сыновей Филиппа IV Красивого, преемник Филиппа V Длинного. До вступления на престол носил титул графа де ла Марш. Был человеком слабовольным и нерешительным, не отличавшимся умственными способностями. При отце и двух старших братьях фактически не играл никакой значимой политической роли. Карл был очень похож на своего отца внешне и поэтому получил такое же прозвище Красивый. Перед смертью отец 28 ноября 1314 году подарил ему в апанаж графство ла Марш, что и подтвердил старший брат Людовик после воцарения (Людовик X Сварливый, с 1314). В вопросах политики всегда был ярым сторонником своего любимого дяди Карла Валуа и после смерти Людовика (1316) поддержал неудачную попытку захвата регентства Карлом Валуа. 
В 1317 году второй брат Филипп V (к тому моменту ставший королём) возвёл брата и предполагаемого своего наследника в пэры Франции.
Когда Карл в 1322 году стал королём, государством при нём фактически управлял его дядя Карл Валуа (который перед тем уже брал на себя заботы по управлению Францией во время правления старшего брата Карла, Людовика Сварливого), также обделённого талантами монарха. Карл успешно боролся за усиление королевства, деспотически правя внутри государства; помогал графу Фландрскому против его мятежных подданных. Своей сестре, английской королеве Изабелле, он помогал бороться с её мужем Эдуардом II, который был побеждён и убит; за это Изабелла уступила Карлу Аженуа и заплатила ему 50 000 марок стерлингов (1327).
После смерти дяди Карла Валуа в 1325 году, Карлу IV пришлось править самостоятельно. В вопросах государства опирался на советы своего кузена графа Робера Артуа, который пользовался большим влиянием на короля.
Первым браком был женат на Бланке Бургундской, от которой имел двух детей, умерших в малолетнем возрасте. В 1314 году разразился скандал, в результате которого всплыл факт супружеской измены Бланки и её кузины Маргариты Бургундской. Принцессы были приговорены к пожизненному заключению в крепости Шато-Гайар. Для Карла, который искренне любил Бланку, это было жестоким ударом. Разведясь со своей первой женой, Карл женился на Марии Люксембургской, брата которой, Иоганна Люксембургского, поддерживал в борьбе за немецкий престол.
В третий раз Карл был женат на Жанне д’Эврё, от которой имел 3 дочерей, две из которых пережили младенческий возраст и умерли, не оставив наследников.
Карл умер 1 февраля 1328 года. Поскольку Жанна д’Эврё была беременной, повторилась ситуация двенадцатилетней давности, когда старший брат Карла Людовик Сварливый также умер до рождения своего ребёнка. Поэтому двоюродный брат Карла Филипп Валуа объявил себя регентом до рождения ребёнка. Если бы родился мальчик, он бы вступил на престол; но вдова Карла IV разрешилась от бремени девочкой (из 7 детей Карла только эта дочь дожила до взрослого возраста), и граф Валуа стал в тот же день королём Филиппом VI. Однако на престол заявил права и племянник покойного короля Эдуард III, что стало формальным предлогом для Столетней войны.

## Брак и дети
1-я жена: с 1308 Бланка Бургундская. Дети:
- Филипп (1314—1322).
- Жанна (1315—1321).

2-я жена: с 1322 Мария Люксембургская. Дети:
- Маргарита (1323—1323).
- Людовик (1324—1324).

3-я жена: с 1325 Иоанна Эвре. Дети:
- Жанна (1326—1327).
- Мария (1327—1341).
- Бланка (1328—1393).

## Карл IV в искусстве
Карл IV является одним из героев цикла исторических романов «Проклятые короли» французского писателя Мориса Дрюона.
Кинематограф:
- Жиль Беа в мини-сериале «Проклятые короли» (1972)
- Эмерик Демариньи в мини-сериале «Проклятые короли» (2005)